# LG 옵티머스 LTE 태그
옵티머스 LTE 태그(LG Optimus LTE Tag)는 2012년 2월에 출시한 보급형 안드로이드 스마트폰으로, 대한민국에서만 출시되었다.